# Attacus banghaasi
Attacus banghaasi är en fjärilsart som beskrevs av Gschwandner. 1920. Attacus banghaasi ingår i släktet Attacus och familjen påfågelsspinnare. Inga underarter finns listade i Catalogue of Life.